# Храм Николая Чудотворца в Голутвине
Храм Святителя Николая в Голутвине — православный храм в районе Якиманки Центрального административного округа города Москвы по адресу 1-й Голутвинский переулок, дом 14. Административно относится к Москворецкому благочинию Московской епархии.
С 7 февраля 2011 года храм является Патриаршим подворьем Китайской православной церкви.
Храм Николая Чудотворца в Голутвине является памятником архитектуры федерального значения.

## Происхождение названия
Название храма связано с историческим топонимом Голутвино, у которого есть несколько версий происхождения:
- по существовавшему здесь в 1472 году подворью Коломенско-Голутвинского монастыря[2];
- по Рождественско-Голутвинскому монастырю, располагавшемуся на этом месте;
- от «голутьвы» — просеки и «голяди» — племени, обитавшего на территории нынешней Московской области.

## История

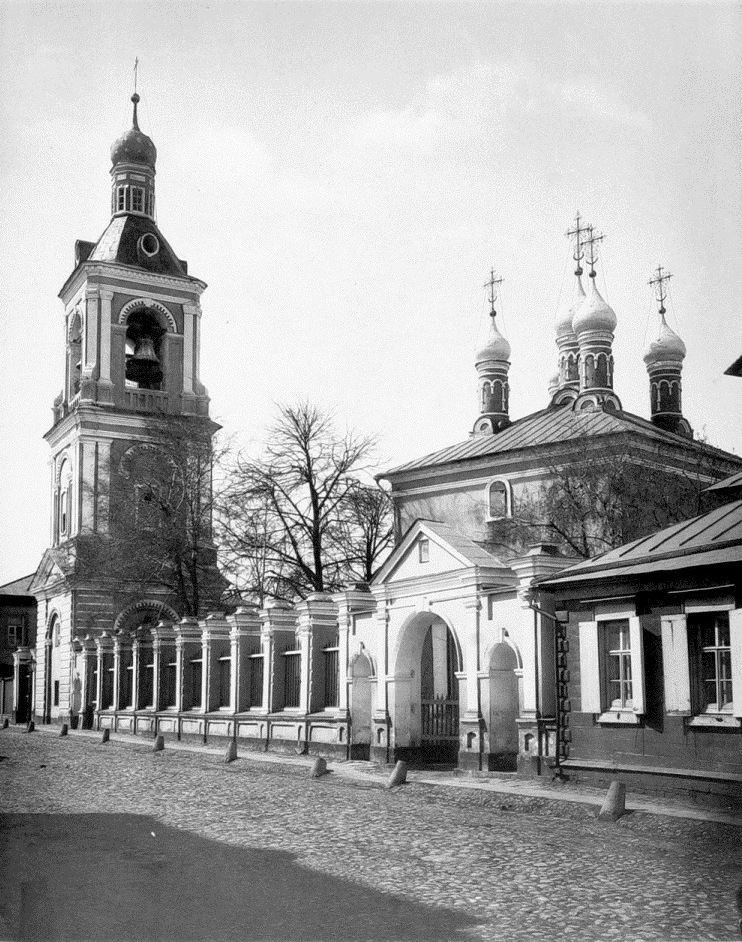
Храм в 1883 году

Храм был построен в 1686—1692 годах на месте небольшого монастыря Рождества Пресвятой Богородицы на Голутвине в Колычёвой слободе. Монастырь этот упоминался ещё в 1504 году в завещании князя Ивана III.
В 1772 году в храме были частично переделаны в стиле барокко трапезная с южным приделом и апсида храма. В 1823 году к трапезной был пристроен северный придел в стиле ампир по проекту архитектора Ф. М. Шестакова. В этом же году перед входом западного фасада трапезной был сооружён небольшой притвор.
В 1923 году храм был закрыт. В 1930-е годы была разрушена колокольня.
В 1933 году иконостас, иконы Спаса Вседержителя и Иоанна Богослова работы Т. Филатьева, датируемые концом XVII века, были перенесены в Третьяковскую галерею. Икона Благовещения была отдана в музей «Новодевичий монастырь».
В 1960—70-е годы были разобраны ограда с воротами и дом причта. В эти годы в храме размещалась кафедра геофизики МГРИ, а затем помещение храма было передано Третьяковской галерее.
Богослужения в храме возобновились только в 1992 году. В 1993—1995 годы храм был отреставрирован за счёт городского бюджета. В настоящее время восстановлена разрушенная надвратная колокольня и Никольский придел.
Указом Святейшего Патриарха Кирилла от 7 февраля 2011 года на базе храма было учреждено Китайское Патриаршее Подворье, настоятелем которого назначен протоиерей Игорь Зуев. (ещё 27 декабря 2007 года Священный синод постановил «Считать полезным открытие в Москве Подворья Китайской Автономной Православной Церкви»).
По словам клирика храма священника Алексия Юсупова:

с начала 2000-х годов <…> у нас не было даже клириков в этой православной церкви. <…> А русские священники, или вообще, любые иностранцы, не могут в Китае заниматься религиозной деятельностью — не могут проповедовать, не могут совершать, как бы мы сказали, церковные таинства, и т. д. Хотя есть паства, паства не маленькая — если мы говорим о потомках русских, которые себя традиционно считают православными, то около 18 тысяч человек. Есть и китайцы православные, которые недавно пришли в православие. Вот они, не имея возможности официально и как-то легально ходить в храм и молиться в Китае, для них была создана такая возможность в случае необходимости приехать в Москву, здесь помолиться, здесь принять крещение, повенчаться. И такие случаи у нас есть, когда специально китайцы приезжают, из города Чэнду, или из пригородов Шанхая, чтобы у нас покреститься.

## Современное состояние
Храм знаменателен тем, что в нём ежедневно в течение всего года, кроме Пасхи и светлой седмицы, каноны на утрени совершаются по Уставу — с Библейскими песнями, а не с молебными запевами, как везде в большинстве приходских храмов.
В храме регулярно совершаются богослужения на китайском языке:

«мы не только служим на китайском, мы даже стараемся мелодии подобрать традиционные китайские. Что-то мы, конечно, совершаем, некоторые песнопения мы поем традиционным распевом, обиходом, что-то мы берем из древних распевов, болгарских, византийских. Что-то мы постарались совместить, то есть взять что-то от обихода, взять что-то от китайской традиционной музыки, их соединить. Есть и песнопения авторские, современные, написанные полностью в стиле китайской народной музыки.»— 
.

## Духовенство
- Настоятель храма — протоиерей Игорь Зуев
- Иерей Алексей Прошаков
- Иерей Алексей Юсупов[6].